# Rinôçérôse
Rinôçérôse, typographié rinôçérôse avec guillemets et minuscule initiale sur leurs pochettes, est un groupe français d'electro, originaire de Montpellier.

## Histoire
Le groupe est formé en 1994 à la suite de la séparation des Maracas (oc) par Jean-Philippe Freu et Patrice Carrié, originaires de Montpellier, psychologues de métier, qui mixe musique rock et electro. Avant d'intégrer le groupe[Quand ?], l'un des guitaristes, Rémi Saboul, faisait partie du groupe Drive Blind. En 2002 sort l'album Music Kills Me, un grand tournant pour le groupe. Music Kills Me atteint atteint le top 45 en France et le top 42 en Belgique.
Le Mobilier, réalisé par le producteur Jean-Louis Palumbo de leur deuxième album Installation sonore, fut le single qui les propulse sur la scène internationale de la dance[réf. nécessaire]. En 2005 sort l'album Schizophonia. Le titre Cubicle aux sonorités rock, featuring Bnann du groupe Infadels et tiré de l'album Schizophonia, fut la bande-son d'une publicité télévisée pour deux produits de la marque Apple (iTunes et iPod) en 2006. L'album atteint le top 189 en France, et le top 100 en Espagne.
Depuis 2010, leur morceau Final Lap est utilisé en guise de générique de l'émission de Cyril Hanouna, Touche pas à mon poste !, morceau rebaptisé Fighting the Machine lors de sa parution sur leur dernier album,. Jessie Chaton, chanteur du groupe Fancy a également participé au projet avec la chanson d'ouverture de l'album Schizophonia, Bitch.
En 2016 sort leur nouvel album, Angels and Demons.
Le 28 juin 2024, le groupe publie un nouveau single, Awake, en featuring avec Benjamin Diamond, annonçant dans la foulée un nouvel album à paraître le 11 octobre de la même année, baptisé Psychôanalysis.

## Membres
- Jean-Philippe Freu — guitare
- Jean-Louis Palumbo — réalisateur (1996-2009), claviers, guitares, programmations
- Rémi Saboul — guitare
- Patrice « Patou » Carrié — basse
- Florian Brinker — guitare, chœurs
- Fred Pace — percussions
- Franck Gauthier — flûtes-saxophones
- Fred Ladoué — VJ